# Pantomimes
Pantomimes è un cortometraggio del 1956 diretto da Paul Paviot e interpretato da Marcel Marceau.
Nel 1955 si è aggiudicato la Piccola Targa di bronzo alla 5ª edizione del Festival di Berlino.

## Trama
Accompagnate dal commento di Jean Cocteau, le pantomime di Marcel Marceau evocano le tre fasi della vita: giovinezza, età adulta e vecchiaia.